# Вулиця Юрія Липи (Київ)
Ву́лиця Юрія Липи — вулиця в Дніпровському районі міста Києва, житловий масив Соцмісто, житловий комплекс Комфорт-Таун. Пролягає від вулиці Тампере та Регенераторної вулиці до Березневої вулиці.

## Історія
Виникла у 2010-х при забудові ЖК Комфорт-Таун під проєктною назвою Проектна 13105. Назва — на честь українського письменника, громадського діяча, лікаря Юрія Липи з 2018 року